# McMahon Stadium
Das McMahon Stadium ist ein Canadian-Football-Stadion auf dem Campus der University of Calgary in der kanadischen Stadt Calgary, Provinz Alberta. Es dient als Austragungsort für die Heimspiele des College-Teams University of Calgary Dinos sowie der CFL-Mannschaft Calgary Stampeders. Die Sportstätte hat eine Kapazität von 37.717 Zuschauern.

## Geschichte
Das Stadion wurde 1960 innerhalb von 100 Tagen für 1,05 Mio. CAD als Ersatz für das Mewata Park Stadium gebaut. Es wurde nach Frank McMahon und seinem Bruder George McMahon benannt, die der Universität 300.000 CAD spendeten. 1985 erhielt die Universität nach einem Landtausch mit der Stadt Calgary die Eigentumsrechte am Stadion. 

## Veranstaltungen
Der Grey Cup wurde in den Jahren 1975, 1993, 2000 und 2009 im McMahon Stadium durchgeführt. Das Stadion wurde auch schon verschiedentlich für Konzerte benutzt, wie etwa die Tourneen Festival Express 1970 oder die Lilith Fair Tourneen 1997 und 1998. Am 13. August 2009 traten ZZ Top und Aerosmith gemeinsam im McMahon Stadion auf.
Während der Olympischen Winterspiele 1988 wurde das McMahon Stadium für die Eröffnungs- und Abschlusszeremonie verwendet.
Am 20. Februar 2011 fand das NHL-Spiel zwischen den Montréal Canadiens und den Calgary Flames anlässlich des NHL Heritage Classic 2011 im McMahon Stadium statt.